# Marek Junianus Justynus
Marek Junianus Justynus – rzymski historyk tworzący w III w. n.e. Nic nie wiadomo o jego życiu. Jest autorem „Zarysu dziejów powszechnych starożytności na podstawie Pompejusza Trogusa” (łac. Epitoma historiarum philippicarum Trogi Pompei). Jest to, jak pisze Justynus, zbiór najciekawszych i najważniejszych faktów z dzieła Gnejusza Pompejusza Trogusa „Historiae Philippicae”, rzymskiego historyka tworzącego w czasach Augusta. Praca Justynusa nie koncentruje się na historii Rzymu, lecz zajmuje się przede wszystkim dziejami wschodnich monarchii i hellenistycznych królestw w okresie od założenia Niniwy do roku 20 p.n.e.

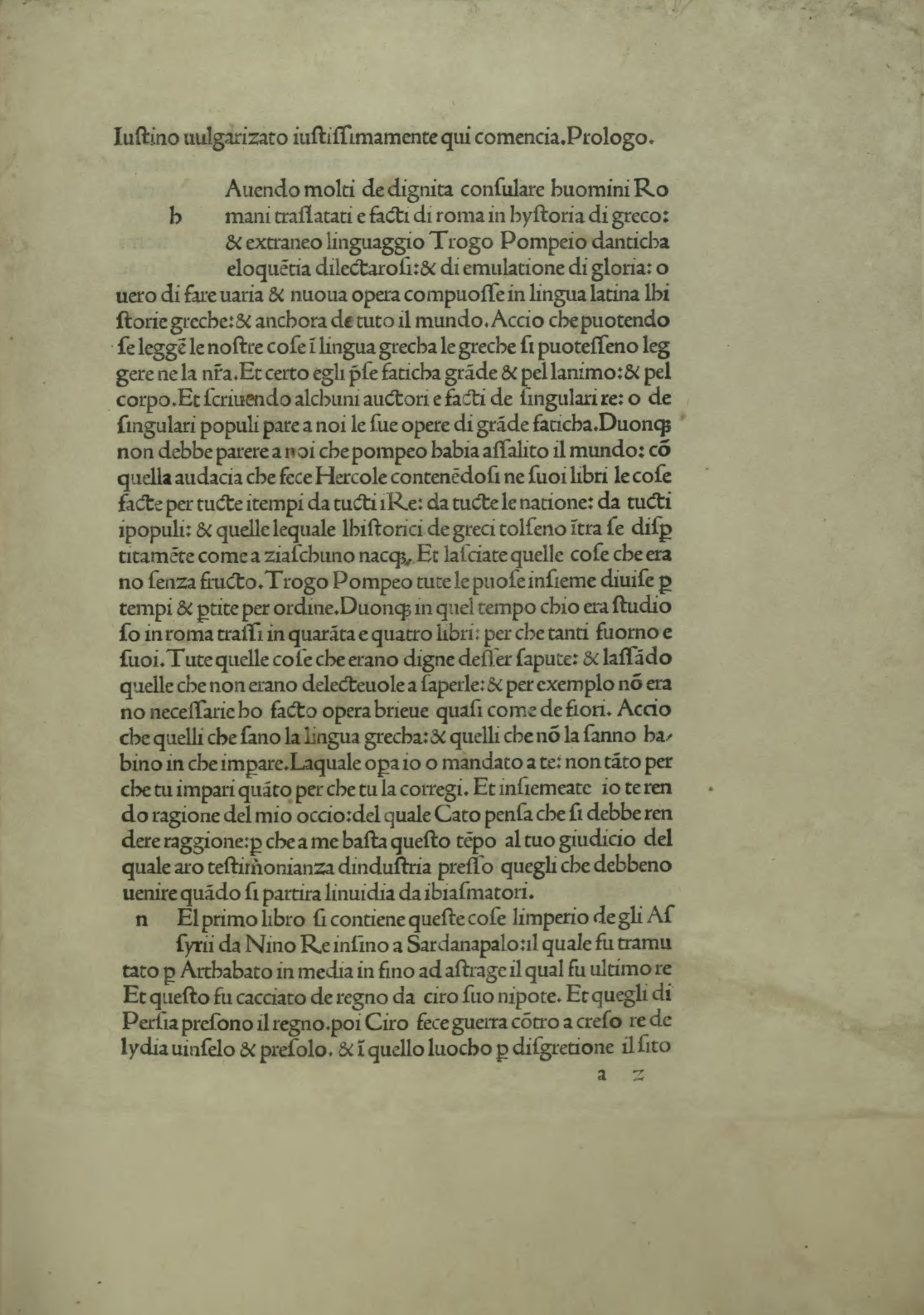
Epitome historiarum Trogi Pompeii

W średniowieczu Justynus był dosyć popularnym autorem, także ze względu na to, że mylnie utożsamiano go z Justynem Męczennikiem. Po raz pierwszy w druku dzieło Justynusa ukazało się w 1470 roku w Mediolanie.